# Almoharín
Almoharín è un comune spagnolo di 2 081 abitanti situato nella comunità autonoma dell'Estremadura.